# ディオゴ・ダロト
- ディオゴ・ダロート
- ディオゴ・ダロ

ディオゴ・ダロト（Diogo Dalot, 1999年3月18日 - ）は、ポルトガル・ブラガ出身のプロサッカー選手。プレミアリーグ・マンチェスター・ユナイテッド所属。ポルトガル代表。ポジションはディフェンダー（サイドバック）。
日本のメディアなどでは、ジオゴ・ダロトど表記されることもある。

## 経歴

### クラブ
2008年にポルトの下部組織に入団。2016-17シーズンにBチームに昇格し、2017年1月28日に2部リーグ戦のレイションイス戦でプロデビュー。10月13日の国内カップ戦タッサ・デ・ポルトガルでトップチームデビュー。この試合でアシストを記録した。2018年2月18日のリオ・アヴェ戦では、プリメイラ・リーガ初出場を果たした。
2018年6月6日、同胞のジョゼ・モウリーニョが監督を務めるイングランドのマンチェスター・ユナイテッドに5年契約で移籍。移籍金は1,900万ポンドと報じられた。同シーズンからモウリーニョの信頼を掴み、12月には「次のギャリー・ネヴィルになれる」と太鼓判を押されていたものの、直後にモウリーニョは解任されてしまった。
2019-20シーズンは開幕直後に負傷し、しばらくの間上海で治療を受けていたこともあり、新加入のアーロン・ワン＝ビサカにポジションを奪われた。
2020年10月4日、イタリアのミランにローン移籍で加入した。好パフォーマンスを見せ、レアル・マドリードらが関心を示した。
2021-22シーズン中にラルフ・ラングニックが監督に就任するとワン=ビサカからポジションを奪いレギュラーに定着。同シーズンでは試合中にチームトップの時速34.9 km/hの速さを記録し、元アーセナルのマーティン・キーオンにも評価された。翌シーズンのエリック・テン・ハフ監督の下でもファーストチョイスとなった。

### 代表
2016年にアゼルバイジャンで開催されたUEFA U-17欧州選手権では決勝戦を含む5試合に出場し2ゴールを挙げ、優勝に貢献した。2017年の韓国で開催された2017 FIFA U-20ワールドカップにもU-20代表として出場し、決勝トーナメント進出に貢献した。
2021年、UEFA U-21欧州選手権では、決勝戦でドイツに敗れたが、全6試合にフル出場した。
2021年6月13日、ジョアン・カンセロがCOVID-19感染により代表チームから離脱したため、その代役としてUEFA EURO 2020参加メンバーに選出された。同大会のグループステージ最終戦であるフランス戦に後半途中から出場し、A代表デビュー。
2022年、UEFAネイションズリーグのチェコ戦で代表初ゴールを含む2ゴールを挙げ、FIFAワールドカップでは3試合に出場し、グループステージの韓国戦でアシストを記録した。

## 人物
脱毛クリニックに通っており、マンチェスター・ユナイテッドのチームメイトにも勧めている。

## 個人成績

### クラブ
| 国内大会個人成績 | 国内大会個人成績  | 国内大会個人成績 | 国内大会個人成績 | 国内大会個人成績 | 国内大会個人成績 | 国内大会個人成績 | 国内大会個人成績 | 国内大会個人成績 | 国内大会個人成績 | 国内大会個人成績 | 国内大会個人成績 |
| 年度             | クラブ            | 背番号           | リーグ           | リーグ戦         | リーグ戦         | リーグ杯         | リーグ杯         | オープン杯       | オープン杯       | 期間通算         | 期間通算         |
| 年度             | クラブ            | 背番号           | リーグ           | 出場             | 得点             | 出場             | 得点             | 出場             | 得点             | 出場             | 得点             |
| ポルトガル       | ポルトガル        | ポルトガル       | ポルトガル       | リーグ戦         | リーグ戦         | リーグ杯         | リーグ杯         | ポルトガル杯     | ポルトガル杯     | 期間通算         | 期間通算         |
| ---------------- | ----------------- | ---------------- | ---------------- | ---------------- | ---------------- | ---------------- | ---------------- | ---------------- | ---------------- | ---------------- | ---------------- |
| 2017-18          | ポルト            | 30               | プリメイラ       | 6                | 0                | 0                | 0                | 1                | 0                | 7                | 0                |
| イングランド     | イングランド      | イングランド     | イングランド     | リーグ戦         | リーグ戦         | FLカップ         | FLカップ         | FAカップ         | FAカップ         | 期間通算         | 期間通算         |
| 2018-19          | マンチェスター・U | 20               | プレミアリーグ   | 16               | 0                | 1                | 0                | 2                | 0                | 19               | 0                |
| 2019-20          | マンチェスター・U | 20               | プレミアリーグ   | 4                | 0                | 0                | 0                | 4                | 1                | 8                | 1                |
| 2020-21          | マンチェスター・U | 20               | プレミアリーグ   | 0                | 0                | 1                | 0                | 0                | 0                | 1                | 0                |
| イタリア         | イタリア          | イタリア         | イタリア         | リーグ戦         | リーグ戦         | イタリア杯       | イタリア杯       | オープン杯       | オープン杯       | 期間通算         | 期間通算         |
| 2020-21          | ミラン            | 5                | セリエA          | 21               | 1                | 2                | 0                | -                | -                | 23               | 1                |
| イングランド     | イングランド      | イングランド     | イングランド     | リーグ戦         | リーグ戦         | FLカップ         | FLカップ         | FAカップ         | FAカップ         | 期間通算         | 期間通算         |
| 2021-22          | マンチェスター・U | 20               | プレミアリーグ   | 24               | 0                | 1                | 0                | 2                | 0                | 27               | 0                |
| 2022-23          | マンチェスター・U | 20               | プレミアリーグ   | 26               | 1                | 3                | 0                | 3                | 0                | 32               | 1                |
| 2023-24          | マンチェスター・U | 20               | プレミアリーグ   | 36               | 2                | 0                | 0                | 6                | 1                | 44               | 3                |
| 2024-25          | マンチェスター・U | 20               | プレミアリーグ   | 33               | 0                | 3                | 0                | 3                | 0                | 39               | 0                |
| 通算             | ポルトガル        | ポルトガル       | プリメイラ       | 6                | 0                | 0                | 0                | 1                | 0                | 7                | 0                |
| 通算             | イングランド      | イングランド     | プレミアリーグ   | 139              | 3                | 9                | 0                | 20               | 2                | 170              | 5                |
| 通算             | イタリア          | イタリア         | セリエA          | 21               | 1                | 2                | 0                | -                | -                | 23               | 1                |
| 総通算           | 総通算            | 総通算           | 総通算           | 166              | 4                | 11               | 0                | 21               | 2                | 200              | 6                |

### 代表
| ポルトガル代表 | 国際Aマッチ | 国際Aマッチ |
| 年             | 出場        | 得点        |
| -------------- | ----------- | ----------- |
| 2021           | 4           | 0           |
| 2022           | 6           | 2           |
| 2023           | 6           | 0           |
| 2024           | 11          | 1           |
| 2025           | 2           | 0           |
| 通算           | 29          | 3           |

#### ゴール
| #  | 年月日        | 開催地                                | 対戦国     | 勝敗 | 試合概要                               |
| -- | ------------- | ------------------------------------- | ---------- | ---- | -------------------------------------- |
| 1. | 2022年9月24日 | シノー・ティップ・アレナ（ チェコ）   | チェコ     | ○4-0 | UEFAネーションズリーグ2022-23・リーグA |
| 2. | 2022年9月24日 | シノー・ティップ・アレナ（ チェコ）   | チェコ     | ○4-0 | UEFAネーションズリーグ2022-23・リーグA |
| 3. | 2024年9月5日  | エスタディオ・ダ・ルス（ ポルトガル） | クロアチア | ○2-1 | UEFAネーションズリーグ2024-25・リーグA |

## タイトル

### クラブ
ポルト
- プリメイラ・リーガ（2017-18）[18]

マンチェスター・ユナイテッド
- EFLカップ（2022-23）

### 代表
U-17ポルトガル代表
- UEFA U-17欧州選手権（2016）[11]